# Ana Paula Moraes
Ana Paula Roberta de Moraes est une joueuse brésilienne de volley-ball née le 30 juin 1987 à Piracicaba. Elle mesure 1,75 m et joue au poste de passeuse. 

## Clubs
| Club                                | De        | À         |
| ----------------------------------- | --------- | --------- |
| Clube Atlético Piracicabano         | 1999-2000 | 2003-2004 |
| Associação Piracicabana de Voleibol | 2005-2006 | 2007-2008 |
| Uniara/Clube Náutico Araraquara     | 2008-2009 | 2010-2011 |
| Rio do Sul                          | 2011-2012 | 2011-2012 |
| Uniara                              | 2012-2013 | 2014-2015 |
| Brasília Vôlei                      | 2015-2016 | 2015-2016 |
| CC Valinhos                         | 2016-2017 | 2016-2017 |
| Curitiba Vôlei                      | 2017-2018 | 2017-2018 |
| São Caetano Esporte Clube           | 2018-2019 | 2018-2019 |
| Brasília Vôlei                      | 2019-2020 | …         |